# 조쿄 (에도 시대)
조쿄(貞享, じょうきょう)는 일본의 연호(元号) 중 하나이다.
- 전후 : 덴나(天和) 이후 - 겐로쿠(元禄) 이전.
- 시기 : 1684년 ~ 1687년
- 천황 : 레이겐 천황, 히가시야마 천황
- 쇼군 : 에도 막부의 도쿠가와 쓰나요시

## 개원(改元)
- 덴나 4년 2월 21일(1684년 4월 5일), 갑자혁령에 해당해 개원.
- 조쿄 5년 9월 30일(1688년 10월 23일), 겐로쿠로 개원된다.

## 출전
『주역』의 「永貞吉、王用享于帝吉」.

## 조쿄 시기에 일어난 일
- 2년
  - 헤이안 시대에서부터 사용한 선명력을 폐지하고, 일본에서 직접 만든 조쿄레키(貞享暦)로 개력하다.

### 죽음
- 2년
  - 야마가 소코

## 서력과의 대조표
| 조쿄 | 원년   | 2년    | 3년    | 4년    | 5년    |
| ---- | ------ | ------ | ------ | ------ | ------ |
| 서력 | 1684년 | 1685년 | 1686년 | 1687년 | 1688년 |
| 간지 | 갑자   | 을축   | 병인   | 정묘   | 무진   |

## 같이 보기
- 일본의 연호 일람

| 이전 덴나 | 일본의 연호 1684년 ~ 1688년 | 다음 겐로쿠 |